# Вилијам Холман Хант
Вилијам Холман Хант (енгл. William Holman Hunt; Лондон, 2. април 1827 — Лондон, 7. септембар 1910) био је енглески графичар и сликар. Један је од главних представника прерафаелита.

## Биографија
Уметничку обуку стекао је на Краљевској академији у Лондону где је упознао Џ. Милеа и Данте Габријела Росетија. Заједно са њима 1848. основао је предрафаелитско братство.
На првој изложби приказао је своју слику Риенци захтева правду (1848). Волео је да обрађује литерарне теме а посебно сцене из Библије. Због тога је више пута путовао у Палестину. Упркос тежњи да постигне што већу реалистичност на његовим делима се види јак симболистички утицај (Жртвени јарац, 1854. године).

## Галерија
- The Hireling Shepherd, 1851